# 壁州
壁州，或作璧州，中国唐朝时设置的州。
武德八年（625年），分巴州、集州二州置，治所在诺水县（天宝初年改名通江县）。“以县西一里壁山为名”（《太平寰宇记》）。户万三千三百六十八，口五万四千七百五十七。下辖五县。天宝元年（742年）改为始宁郡，乾元元年（758年）复为壁州。辖境相当今四川省通江县和万源市部分地区。北宋熙宁五年（1072年），废入巴州。

## 行政区划

### 唐朝
| 县名   | 现在地名                     | 简介 | 备注 |
| ------ | ---------------------------- | --- | ---- |
| 通江县 | 四川省通江县诺江镇           | 上。本诺水县，隶万州。武德中省，八年又析巴州之始宁县复置，天宝元年更名。                                 |      |
| 广纳县 | 四川省通江县广纳镇广纳场古城 | 中。武德三年析始宁、归仁县置，隶万州。贞观元年来属，宝历元年省，大中初复置。                             |      |
| 符阳县 |                              | 中。本隶清化郡，武德元年隶集州，八年来属，贞观八年复隶集州，长安三年来属，景云二年又隶集州，永泰元年来属 |      |
| 白石县 | 四川省通江县沙溪镇           | 中。本隶清化郡，武德元年隶集州，八年来属                                                                 |      |
| 东巴县 | 四川省万源市黄钟镇           | 中。本太平县，开元二十三年置，天宝元年更名。                                                             |      |

唐朝壁州刺史
- 王湛（贞观年间）
- 崔思约（贞观年间）
- 邓弘庆（龙朔末年—664年）
- 李至远（武周时）
- 崔顼（开元年间）
- 卢守直（741年）
- 侯莫陈升（唐肃宗、唐代宗时）
- 鲜于昱（大历年间）
- 崔侠（贞元年间）
- 元锡（821年—822年）
- 石雄（829年）
- 刘某（唐文宗时）
- 慎思（咸通年间）
- 张贽（876年）
- 裴寘辞（乾符年间）
- 郑凝续（883年—884年）
- 王建（884年）
- 王建（886年，遥领）
- 唐彦谦（唐昭宗时）
- 辛巢父（唐末）
- 郑植